# Picanya
Picanya – gmina w Hiszpanii, w prowincji Walencja, we wspólnocie autonomicznej Walencja, o powierzchni 7,22 km². W 2011 roku liczyła 11 319 mieszkańców.